# Ammarchaediscus
Ammarchaediscus es un género de foraminífero bentónico considerado un sinónimo posterior de Planoarchaediscus de la subfamilia Archaediscinae, de la familia Archaediscidae, de la superfamilia Archaediscoidea, del suborden Fusulinina y del orden Fusulinida. Su especie tipo era Ammarchaediscus (Ammarchaediscus) bozorgniai. Su rango cronoestratigráfico abarcaba desde el Tournasiense hasta el Viseense (Carbonífero inferior).

## Discusión
Algunas clasificaciones más recientes hubiesen incluido Ammarchaediscus en el Suborden Archaediscina, del Orden Archaediscida, de la Subclase Afusulinana y de la Clase Fusulinata.

## Clasificación
Ammarchaediscus incluía a las siguientes especies:
- Ammarchaediscus bozorgniai †
- Ammarchaediscus leckwijcki †

En Ammarchaediscus se han considerado los siguientes subgéneros:
- Ammarchaediscus (Eodiscus), también considerado como Parapermodiscus (Eodiscus) y como género Eodiscus, y aceptado como Planoarchaediscus
- Ammarchaediscus (Leptarchaediscus), también considerado como género Leptarchaediscus y aceptado como Nudarchaediscus
- Ammarchaediscus (Leptodiscus), también considerado como género Leptodiscus
- Ammarchaediscus (Rectodiscus), también considerado como género Rectodiscus y aceptado como Uralodiscus
- Ammarchaediscus (Tubispirodiscus), aceptado como género Tubispirodiscus e incorrectamente asignado a Ammarchaediscus